# 05:22:09:12 Off
05:22:09:12 Off è un album in studio del gruppo musicale belga Front 242, pubblicato nel 1993.

## Tracce
1. Animal (Cage) – 3:00
2. Animal (Gate) – 3:02
3. Animal (Guide) – 2:44
4. Modern Angel – 4:12
5. Junkdrome – 7:35
6. Serial Killers Don't Kill Their Girlfriend – 5:58
7. Skin (Fur coat) – 3:59
8. GenEcide – 6:53
9. Crushed – 6:13
10. offEND – 1:38
11. Animal (Zoo) – 4:02
12. Serial Killers Don't Kill Their Boyfriend – 3:09
13. Happiness (More angels) – 6:38
14. Crushed (Obscene) – 4:11
15. Melt (Again) – 5:06
16. Speed Angels – 2:52